# Kikötői hírek (film)
A Kikötői hírek (eredeti címe: The Shipping News) 2001-ben bemutatott amerikai romantikus filmdráma, amelyet Lasse Hallström rendezett. A forgatókönyvet Annie Proulx azonos című regénye alapján Robert Nelson Jacobs készítette. A főbb szerepekben Kevin Spacey, Julianne Moore és Judi Dench. 2001. december 18-án mutatták be Kanadában. Az Egyesült Államokban december 25-től volt megtekinthető a mozikban. Magyarországon 2002. április 4-én került fel a moziprogramra. Az elmaradt kasszasiker és a vegyes kritikák ellenére több filmes díjra is jelölték Dench és Spacey alakítását.

## Cselekmény
Quoyle kis szürke egérként tengeti a mindennapjait. Gyermekként különcnek számított, és hiába vágyott apja szeretetére. Egy nap megismerkedik Petallal, akitől gyereke születik. A házasságuk azonban Petal hedonista életmódja miatt katasztrofális, mígnem egy nap Petal elhagyja Quoyle-t és elviszi a kislányukat, Bunnyt. Quoyle szülei váratlan öngyilkossága után megjelenik Quoyle házában a nagynénje, Agnis. Agnis Új-Fundlandra tart, a családi Quoyle házba. 
Egy pár órával később a rendőrség jelenik meg náluk, és Petal halálhírét hozzák. A nő halálos autóbalesetet szenvedett, Bunnyt pedig 6000 dollárért eladta egy örökbefogadási ügynökségnek. Agnis Quoyle-lal és Bunny-val marad, majd ráveszi őket, hogy tartsanak vele Új-Fundlandra. Quoyle-t rémálmok gyötrik a családi házban, és lánya is furcsán viselkedik. A férfinak állást ajánlanak a kikötőben, ahol a Gammy Bird című újság hajóhírek rovatában kell tudósítania a balesetekről. Quoyle beleszeret Wavey-be, egy óvónőbe, akinek a férje évekkel ezelőtt vízbe fulladt. Wavey kisfia és Bunny hamar összebarátkoznak, majd a szülők is apránként közelebb kerülnek egymáshoz.
Egy Gay's Island-i kiránduláson Quoyle megtudja, hogy ősei kalózok voltak, akik egy napon levágták egy férfi orrát és keresztre feszítették. E bűntett miatt Quoyle őseit elűzték a szigetről a házukkal együtt, és a befagyott tengeren át Quoyle Pointba költöztek. Quoyle megtudja, hogy Wavey férje hűtlen volt, mire a nő bevallja, hogy valójában nem halt meg, de elhagyta őket, és a szégyenérzet miatt találta ki, hogy özvegy.
Amikor Quoyle, Bunny és Agnis elhagyják a házat, hogy a városban töltsék a telet, heves vihar támad. Quoyle ismét Waveyhez menekül, és ők együtt töltik az éjszakát. Jack Buggit, a Gammy Bird tulajdonosa megfullad a heves viharban. Amikor virrasztást tartanak az elhunytnak, a halott hirtelen életre kel. Bunny meg van győződve róla, hogy anyja, Petal is felébredne, ha virrasztást tartanának neki, de sikerül megértenie, hogy anyja nem tér vissza. A vihar után Quoyle-ék értesülnek róla, hogy a családi házuk megsemmisült, így úgy tűnik, megtört a családi átok.

## Szereplők
| Szerep            | Színész            | Magyar hang        |
| ----------------- | ------------------ | ------------------ |
| Quoyle            | Kevin Spacey       | Szakácsi Sándor    |
| Wavey Prowse      | Julianne Moore     | Pápai Erika        |
| Agnis Hamm        | Judi Dench         | Pásztor Erzsi      |
| Petal             | Cate Blanchett     | Farkasinszky Edit  |
| Tert Card         | Pete Postlethwaite | Barbinek Péter     |
| Jack Buggit       | Scott Glenn        | Szélyes Imre       |
| Beaufield Nutbeem | Rhys Ifans         | Megyeri János      |
| Billy Pretty      | Gordon Pinsent     | Konrád Antal       |
| Dennis Buggit     | Jason Behr         | Fekete Zoltán      |
| Bayonet Melville  | Larry Pine         | Botár Endre        |
| Silver Melville   | Jeannetta Arnette  | Menszátor Magdolna |
| Grace Moosup      | Katherine Moennig  | n.a                |
| mentőtiszt        | Robert Joy         | n.a                |
| Guy Quoyle        | John Dunsworth     | n.a                |
| Nolan kuzin       | Marc Lawrence      | Palóczy Frigyes    |

## Fogadtatás

### Kritikai visszhang
A film vegyes kritikákat kapott. A Rotten Tomatoeson 54%-os minősítést ért el 130 értékelés alapján, az összefoglaló szerint: „Bár a Kikötői hírek szolidan készült és jól játszott, meglehetősen nehézkes és unalmas, különösen főhősének természetét tekintve.” Andrew Sarris az Observertől azt írta: „Értetlenül állok a körülötte lévő negatív vélemények előtt, és készen állok arra, hogy 2001 alábecsült filmjének nevezzem.” Peter Travers a Rolling Stone-tól azt írta: „Néhány regényt békén kell hagyni. Hallottad ezt, Hollywood?” Desson Thomson a Washington Posttól azt írta: „Hallström és a forgatókönyvíró Robert Nelson Jacobs, a csapat, amely a látványosan átlagos Csokoládét adta nekünk, egy újabb középszerűséggel teli dobozt kotyvasztottak.”
A Metacritic 47 pontot adott a 100-ból 31 vélemény alapján. Michael Wilmington a Chicago Tribune-től azt írta: „A fő erényei mellett egy hibát is tartalmaz: azt az egy lapos ólomteljesítményt. Ki gondolta volna, hogy Kevin Spacey valaha is unalmassá válik?” Robert Koehler a Varietytől azt írta: „Úgy tűnik, hogy a szerző zenéjét játssza, de mint egy vonósnégyes, amely egy fél ütemmel le van maradva.” Kenneth Turan a Los Angeles Timestól azt írta: „Ez az ábrázolás annyira nem meggyőző, hogy szinte lehetetlenné teszi, hogy a film többi része úgy működjön, ahogyan azt tervezték.”

### Bevétel adatai
A Box Office Mojo szerint a film veszteséges volt. A 38 millió dolláros költségvetésre 24 millió dolláros bevételt szerzett.

## Fontosabb díjak és jelölések
| Esemény                              | Díj                     | Kategória                                           | Eredmény |
| ------------------------------------ | ----------------------- | --------------------------------------------------- | -------- |
| 55. BAFTA-gála                       | BAFTA-díj               | Legjobb férfi főszereplő – Kevin Spacey             | Jelölve  |
| 55. BAFTA-gála                       | BAFTA-díj               | Legjobb női mellékszereplő – Judi Dench             | Jelölve  |
| 52. Berlini Nemzetközi Filmfesztivál | Arany Medve             | Arany Medve                                         | Jelölve  |
| 59. Golden Globe-gála                | Golden Globe-díj        | Legjobb férfi főszereplő (filmdráma) – Kevin Spacey | Jelölve  |
| 59. Golden Globe-gála                | Golden Globe-díj        | Legjobb eredeti filmzene                            | Jelölve  |
| 8. Screen Actors Guild-gála          | Screen Actors Guild-díj | Legjobb női mellékszereplő – Judi Dench             | Jelölve  |